# Sybra laterialba
Sybra laterialba là một loài bọ cánh cứng trong họ Cerambycidae.